# Pauline Kamusewu
Pauline Benadette Kamusewu Olofsson (Harare, 3 novembre 1982) è una cantante svedese.

## Biografia
Di origini zimbabwesi e italiane, Pauline è salita alla ribalta nel 2003 con la pubblicazione del suo album di debutto Candy Rain, che ha raggiunto la 12ª posizione nella classifica svedese degli album. È stato promosso dai singoli Running Out of Gaz e Answer, piazzatosi rispettivamente in 22ª e 20ª posizione a livello nazionale. Nel 2004 il disco ha ricevuto una candidatura ai Grammis, l'equivalente svedese dei Grammy Awards. Il secondo album, intitolato Never Said I Was An Angel, è uscito nel 2009 e si è classificato in 26ª posizione in Svezia. I singoli I Never Said I Was an Angel e Give Me a Call, invece, sono arrivati alla 9ª e alla 10ª posizione in madrepatria. L'anno seguente ha partecipato al Melodifestivalen 2010.

## Discografia

### Album in studio
- 2003 – Candy Rain
- 2009 - Never Said I Was An Angel

### Singoli
- 2003 – Running Out of Gaz
- 2003 – Answer
- 2008 – Never Said I Was an Angel
- 2008 – Loving You
- 2008 – Give Me a Call
- 2010 – Sucker for Love